# Симулякр

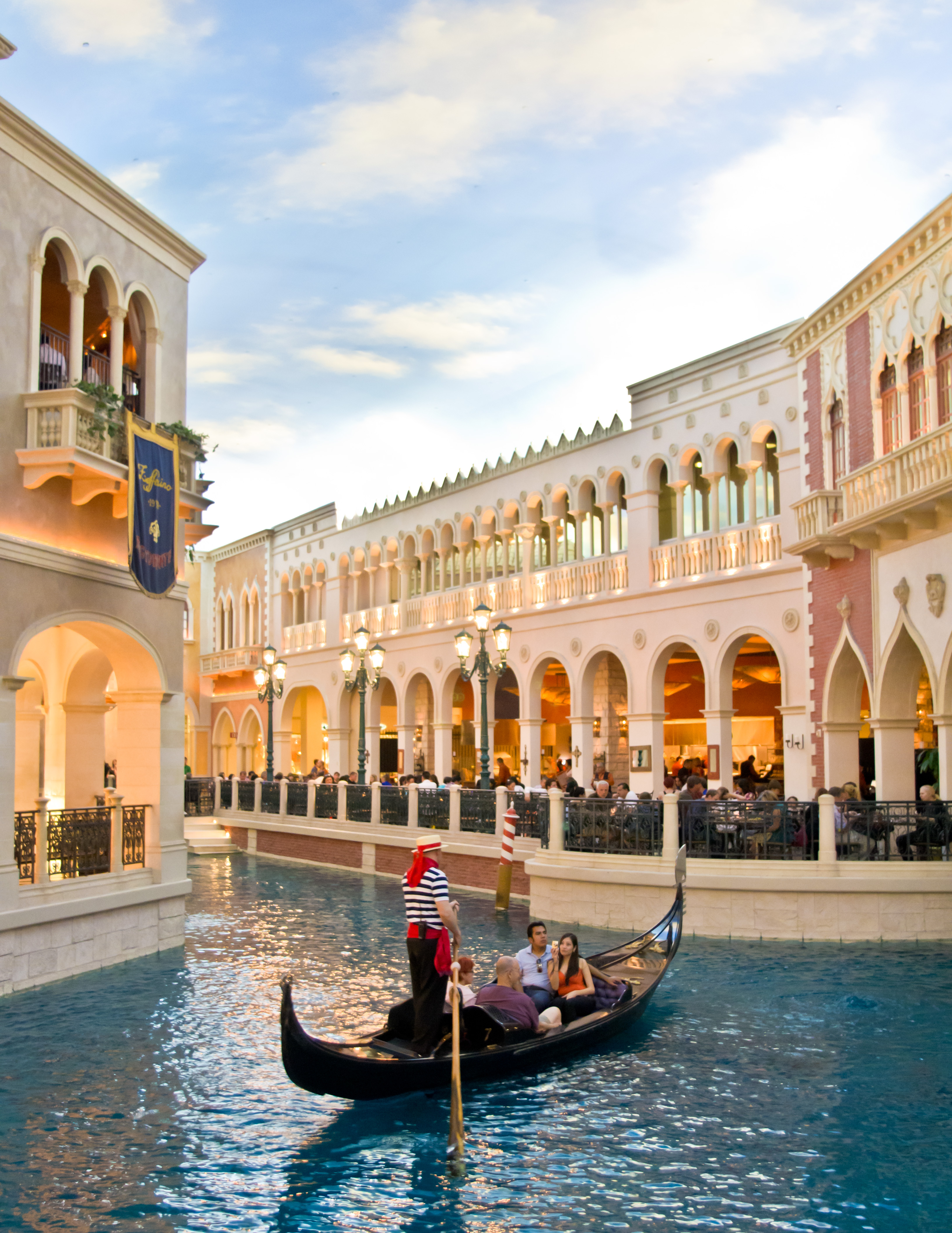
«Венецианский Лас-Вегас»

Симуля́кр (фр. simulacre от лат. simulacrum — подобие, копия) — ключевой термин постмодернистской философии, который означает изображение, копию того, чего на самом деле не существует. Сегодня это понятие понимают как культурное или политическое создание, копирующее форму исходного образца. Симулякр может касаться каких угодно вещей и смыслов.

## История понятия
Делёз утверждает, что впервые Платон в сходном значении употребил понятия «эйкон» и «эйдолон». Платон говорил о нисходящей деградации двойного искажения: вещи относительно её истинного бытия, то есть Идеи, и образа вещи (с которым, например, имеет дело художник или поэт) относительно самой этой вещи, вернее, псевдовещи, если иметь в виду уже состоявшееся, первое, искажение, — это «копия копии», «тень тени». В современное употребление термин «симулякр» ввёл Жорж Батай, после чего он активно используется такими философами, как Делёз и Бодрийяр. Ранее (начиная с латинских переводов Платона) оно означало просто изображение, картинку, репрезентацию. Например, фотография — симулякр той реальности, что на ней отражена. Не обязательно точное изображение, как на фотографии: картины, рисунки на песке, иконы Бога, пересказ реальной истории своими словами — всё это симулякры. Основанием для такой интерпретации понятия «симулякр» отчасти является то обстоятельство, что для Платона уже сам предмет реальности, изображаемый картиной или скульптурой, есть в некотором роде копия по отношению к идее предмета, эйдосу, — а изображение этого предмета представляет собой копию копии и в этом смысле фальшиво, неистинно.

## Термин
Обычно создание этого термина приписывается Жану Бодрийяру, который ввёл его в широкий обиход и применил для интерпретации реалий окружающего мира. Однако сам философ опирался на уже довольно прочную философскую традицию, сложившуюся во Франции и представленную такими именами, как Жорж Батай, Пьер Клоссовский и Александр Кожев. Но не совсем верным также будет сказать, что своим возникновением термин «симулякр» обязан постмодернистской философской мысли: французские теоретики новейшего направления лишь дали иное истолкование старого термина Лукреция, который попытался перевести словом «simulacrum» эпикуровский «εἰκών» (с др.-греч. — «отображение», «форма», «подобие»). Однако Жан Бодрийяр, в отличие от других постмодернистов, придал совершенно новые оттенки содержанию термина «симулякр», употребив его по отношению к социальной реальности.

## Понятие и его содержание
В наше время понятие «симулякр» используют в том смысле, в каком его обычно использовал Жан Бодрийяр. Так, по выражению Н. Б. Маньковской, исследователя Ж. Бодрийяра, «симулякр — это псевдовещь, замещающая „агонизирующую реальность“ постреальностью посредством симуляции». Говоря простым языком, симулякр — это изображение без оригинала, репрезентация чего-то, что на самом деле не существует. Например, симулякром можно назвать картинку, которая кажется цифровой фотографией чего-то, но то, что она изображает, на самом деле не существует и не существовало никогда. Такая подделка может быть создана с помощью специального программного обеспечения.
Жан Бодрийяр говорит скорее о социокультурных реальностях как таковых, приобретающих двусмысленный неподлинный характер. Новизна этого подхода состоит в том, что философ перенёс описание симулякра из сфер чистой онтологии и семиологии на картину современной социальной реальности, а его уникальность в попытке объяснить симулякры как результат процесса симуляции, трактуемый им как «порождение гиперреального», «при помощи моделей реального, не имеющих собственных истоков и реальности».
Например, Бодрийяр в своей знаменитой работе «Войны в заливе не было» назвал симулякром войну 1991 года в Персидском заливе, в том смысле, что у наблюдавших за этой войной по CNN не было никакой возможности знать, было ли там что-нибудь на самом деле или это просто пляска картинок и взволнованных пропагандистских репортажей на экранах их телевизоров. Именно в процессе имитации, симуляции реальности (пример — искаженное отображение новостным агентством CNN ситуации о Войне в Персидском заливе) получается продукт гиперреальности — симулякр.

## Порядки симулякров
Жан Бодрийяр предлагает рассматривать симуляции как заключительный этап развития знака, в процессе которого он выделяет четыре ступени развития образа:
- 1-я — отражение базовой реальности. Класс копий — например, фотография.
- 2-я — последующее искажение и маскировка данной реальности. Класс функциональных аналогий — например, резюме или грабли как функциональная аналогия руки.
- 3-я — подлог реальности и сокрытие непосредственного отсутствия реальности (где больше нет модели). Знак, скрывающий, что оригинала нет. Собственно, симулякр.
- 4-я — полная утрата всякой связи с реальностью, переход знака из строя обозначения (видимости) в строй симуляции, то есть обращение знака в собственный симулякр. Знак, не скрывающий, что оригинала нет.

Существует мнение[чьё?], что неограниченный семиозис симулякров в гиперреальности эпохи постмодернизма обречён на приобретение статуса единственной и самодостаточной реальности.

## В массовой культуре
Иллюстрацией того, как производят симулякры, может служить фильм «Плутовство» (англ. Wag the Dog — «Хвост виляет собакой»), который как раз и был снят под впечатлением «Войны в заливе не было» Бодрийяра.